# 整齊王
整齐王（？—1636年），明朝末年民变首领，名张胖子，号整齊王。
崇祯八年（1635年）正月，整齐王拥有四股部众，大约数万人。崇祯九年（1636年）三月孙传庭受命接任陕西巡抚。整齐王占领着商州、雒南，诸将不敢前去攻打，孙传庭传令副将罗尚文攻打并斩除了他。费密《荒书》所载清初在川东、鄂西、三峡地区有抗清武装摇黄十三家，其中有整齐王张某，《滟滪囊》称其名张显。不知张显是张胖子本人，还是他的亲属。